# Coleophora hungariae
Coleophora hungariae is een vlinder uit de familie kokermotten (Coleophoridae). De wetenschappelijke naam is voor het eerst geldig gepubliceerd in 1955 door Gozmany.
De soort komt voor in Europa.